# God morgon, mitt herrskap
God morgon, mitt herrskap eller Luciavisa är en Luciasång från Värmland, troligtvis från någon gång mellan 1500-talet och 1700-talet. Musiken skrevs av Paula Müntzing 1924.
Sången har flera gånger spelats in på skiva.